# Alessandro Camisa
Alessandro Camisa (San Cesario di Lecce, 13 aprile 1985) è un ex calciatore italiano, di ruolo difensore.

## Biografia
È cugino dell'attaccante della nazionale italiana Graziano Pellè, suo compagno ai tempi delle giovanili nel Copertino e nel Lecce.

## Caratteristiche tecniche
Ricopre il ruolo di difensore centrale.

## Carriera

### Club

#### Inizi al Lecce e prestito alla Sambenedettese
Dopo aver mosso i primi passi nel Copertino, è cresciuto nel Lecce, dove ha fatto tutta la trafila nel settore giovanile. Con i giallorossi, è stato capitano della primavera guidata dall'ex giocatore del Lecce Roberto Rizzo. Vince il Campionato Primavera per due stagioni consecutive (sempre contro l'Inter, sconfitta a Siena e Fano) oltre ad una Coppa Italia ed una Supercoppa.
Ha esordito in Serie A nella stagione 2004-2005 il 24 aprile 2005, mandato in campo dall'allenatore Zeman in Livorno-Lecce 1-0. Nella stagione successiva, con l'arrivo sulla panchina della squadra salentina di Roberto Rizzo, l'allenatore che lo aveva valorizzato nella formazione Primavera della squadra, ha trovato discreto spazio come titolare, disputando altre 8 gare in Serie A. Nella stagione seguente i giallorossi sono in Serie B, in seguito alla retrocessione. Camisa raccoglie solo 2 presenze, di cui una in Coppa Italia.
Alla fine della sua prima esperienza con il Lecce totalizza 11 presenze di cui 9 in massima serie.
Nel 2007 è ceduto in prestito alla Sambenedettese, con cui disputa 25 gare in Serie C1.

#### Varese
Nell'estate 2008 rescinde il suo contratto con il Lecce e il 13 agosto si accasa al Varese, in Seconda Divisione Pro, in comproprietà con l'AlbinoLeffe. Al termine della stagione, in cui disputa in totale 35 partite tra campionato e Coppa Italia risultando tra i migliori difensori della squadra biancorossa, la compartecipazione con i bergamaschi viene riscattata a costo zero.
In quattro stagioni con il club lombardo, totalizza 116 presenze.

#### Vicenza

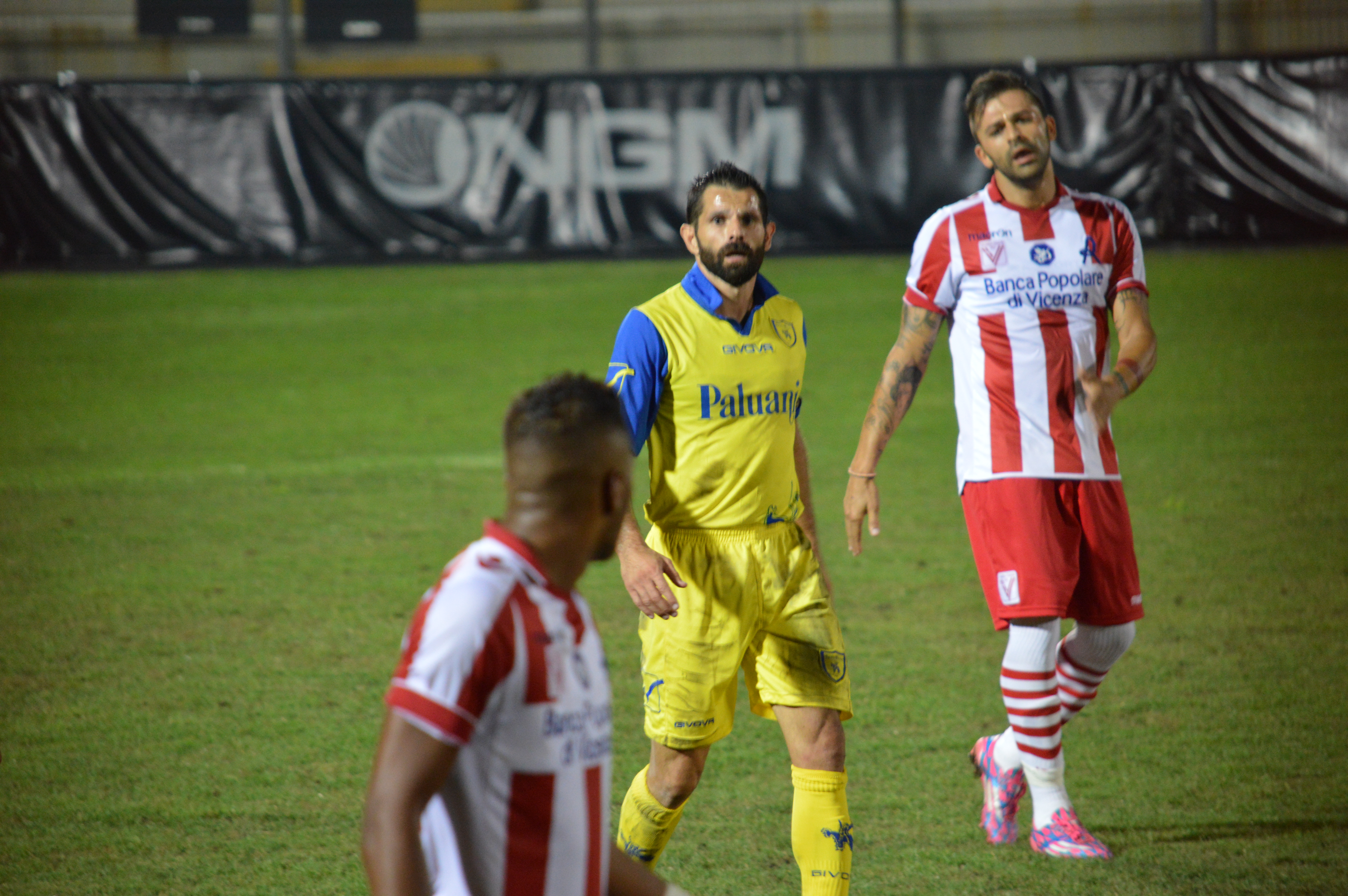
Camisa (a destra) in amichevole nell'estate 2015 contro il

Il 24 agosto 2012 firma un contratto biennale con il Vicenza, dopo che la società ha ottenuto la riammissione in Serie B al posto del Lecce.
Nella stagione 2013-2014 Camisa viene nominato vice capitano. Realizza il suo primo gol in maglia biancorossa il 6 ottobre 2013, al Menti, nell'1-1 contro la Virtus Entella. Il secondo e ultimo gol arriva invece il 3 novembre, nella gara casalinga contro il Südtirol terminata 3-1 per i padroni di casa. Il Vicenza termina la stagione di Lega Pro al 5º posto, eliminato ai quarti di finale dei play-off dal Savona, ai rigori. Il primo dei cinque tiri dal dischetto dei veneti è trasformato in gol da Camisa. Il difensore conclude il campionato con 30 presenze (di cui 27 in totale) e 2 gol.
In seguito al ritiro di Tiribocchi, Camisa viene ufficialmente nominato nuovo capitano del Vicenza per la stagione di Serie B. Sceglie il 26 come numero di maglia. I biancorossi terminano la stagione al terzo posto, eliminati in seguito ai play-off. Conclude la sua ultima stagione al Vicenza con 26 partite.
In tre stagioni a Vicenza mette insieme 90 presenze e 2 gol.

#### Ritorno al Lecce
Il 31 agosto 2015 ritorna, dopo 8 anni, a titolo definitivo al Lecce, con cui aveva già militato dal 2004 al 2007. Il difensore salentino firma con il club giallorosso un contratto biennale. Nel campionato di Lega Pro 2015-2016 ottiene 14 presenze. Con l'arrivo dell'allenatore Pasquale Padalino sulla panchina dei giallorossi, nell'estate 2016 finisce ai margini della squadra. Il 19 settembre rescinde consensualmente il proprio contratto con il club salentino.

#### Nardò e ritiro
Il 20 settembre 2016 si accorda con il Nardò, di cui è per una stagione difensore e tecnico delle giovanili.
Conclusa l'attività agonistica, nel luglio 2017 diviene coordinatore tecnico della Scuola Calcio Asd Novoli.

## Statistiche

### Presenze e reti nei club
| Stagione       | Squadra        | Campionato     | Campionato | Campionato | Coppe nazionali | Coppe nazionali | Coppe nazionali | Coppe continentali | Coppe continentali | Coppe continentali | Altre coppe | Altre coppe | Altre coppe | Totale | Totale |
| Stagione       | Squadra        | Comp           | Pres       | Reti       | Comp            | Pres            | Reti            | Comp               | Pres               | Reti               | Comp        | Pres        | Reti        | Pres   | Reti   |
| -------------- | -------------- | -------------- | ---------- | ---------- | --------------- | --------------- | --------------- | ------------------ | ------------------ | ------------------ | ----------- | ----------- | ----------- | ------ | ------ |
| 2004-2005      | Lecce          | A              | 1          | 0          | CI              | 0               | 0               | -                  | -                  | -                  | -           | -           | -           | 1      | 0      |
| 2005-2006      | Lecce          | A              | 8          | 0          | CI              | 0               | 0               | -                  | -                  | -                  | -           | -           | -           | 8      | 0      |
| 2006-2007      | Lecce          | B              | 1          | 0          | CI              | 1               | 0               | -                  | -                  | -                  | -           | -           | -           | 2      | 0      |
| 2007-2008      | Sambenedettese | C1             | 25         | 0          | CI-C            | ?               | ?               | -                  | -                  | -                  | -           | -           | -           | 25     | 0      |
| 2008-2009      | Varese         | SD             | 31         | 0          | CI-LP           | 4               | 0               | -                  | -                  | -                  | -           | -           | -           | 35     | 0      |
| 2009-2010      | Varese         | PD             | 29+4       | 0          | CI+CI-LP        | 2+2             | 0               | -                  | -                  | -                  | -           | -           | -           | 37     | 0      |
| 2010-2011      | Varese         | B              | 23+1       | 0          | CI              | 2               | 0               | -                  | -                  | -                  | -           | -           | -           | 26     | 0      |
| 2011-2012      | Varese         | B              | 15+2       | 0          | CI              | 1               | 0               | -                  | -                  | -                  | -           | -           | -           | 18     | 0      |
| Totale Varese  | Totale Varese  | Totale Varese  | 98+7       | 0          |                 | 9+2             | 0               | -                  | -                  | -                  | -           | -           | -           | 116    | 0      |
| 2012-2013      | Vicenza        | B              | 33         | 0          | CI              | 0               | 0               | -                  | -                  | -                  | -           | -           | -           | 33     | 0      |
| 2013-2014      | Vicenza        | 1D             | 28+1       | 2          | CI+CI-LP        | 0+2             | 0               | -                  | -                  | -                  | -           | -           | -           | 25     | 2      |
| 2014-2015      | Vicenza        | B              | 24+2       | 0          | CI+CI-LP        | 0               | 0               | -                  | -                  | -                  | -           | -           | -           | 26     | 0      |
| Totale Vicenza | Totale Vicenza | Totale Vicenza | 85+3       | 2          |                 | 2               | 0               | -                  | -                  | -                  | -           | -           | -           | 90     | 2      |
| 2015-2016      | Lecce          | LP             | 14         | 0          | CI-LP           | 3               | 0               | -                  | -                  | -                  | -           | -           | -           | 17     | 0      |
| Totale Lecce   | Totale Lecce   | Totale Lecce   | 24         | 0          |                 | 4               | 0               | -                  | -                  | -                  | -           | -           | -           | 28     | 0      |
| 2016-2017      | Nardò          | D              | 27+1       | 0          | CI-D            | 0               | 0               | -                  | -                  | -                  | -           | -           | -           | 36     | 1      |
| Totale         | Totale         | Totale         | 207+10     | 2          |                 | 17              | 0               | -                  | -                  | -                  | -           | -           | -           | 245    | 2      |

## Palmarès

### Club

#### Competizioni nazionali
- Lega Pro Seconda Divisione: 1

Varese: 2008-2009

#### Competizioni giovanili
- Campionato Primavera: 2

Lecce: 2002-2003, 2003-2004
- Coppa Italia Primavera: 1

Lecce: 2001-2002
- Supercoppa Primavera: 1

Lecce: 2004